# Абдон Згарбі
Абдон Згарбі (італ. Abdon Sgarbi, МФА: [ˈabdon ˈzɡarbi], 29 березня 1903, Бадія-Полезіне — 18 серпня 1929, Візерба) — італійський футболіст, що грав на позиції півзахисника за клуби СПАЛ та «Мілан», а також національну збірну Італії.

## Клубна кар'єра
У дорослому футболі дебютував 1921 року виступами за команду СПАЛ, в якій провів шість сезонів, взявши участь у 111 матчах чемпіонату. 
1927 року перейшов до «Мілана», за який встиг відіграти два сезони до своєї передчасної смерті.
1929 року захворів на висипний тиф. Хвороба мала блискавичний перебіг, і вже 18 серпня 1929 року 26-річний гравець помер.

## Виступи за збірну
Навесні 1929 року провів свою єдину офіційну гру у складі національної збірної Італії.
| Дата      | Місто | Господарі | Результат | Гості     | Турнір           | Голи | Примітки |
| --------- | ----- | --------- | --------- | --------- | ---------------- | ---- | -------- |
| 28-4-1929 | Турин | Італія    | 1 – 2     | Німеччини | товариський матч | -    |          |
| Усього    |       | Матчів    | 1         |           | Голів            | 0    |          |